# Salaberry-de-Valleyfield
Salaberry-de-Valleyfield è una città del Canada, nella regione di Montérégie della provincia del Québec. Appartiene alla municipalità regionale di contea di Beauharnois-Salaberry.
È sede vescovile cattolica (diocesi di Valleyfield).